# Herman Vanspringel
Herman Vanspringel  (parfois éronnément orthographié Herman Van Springel) est un coureur cycliste belge né le 14 août 1943 à Ranst en province d'Anvers et mort le 25 août 2022 à Bouwel, commune de Grobbendonk, en province d'Anvers,.

## Biographie
Herman Vanspringel a grandi à Oevel (commune de Westerlo, en province d'Anvers), où ses parents tenaient une ferme. Il était le huitième d'une fratrie de dix enfants. La famille a ensuite déménagé à Grobbendonk, où il est allé à l’école jusqu’à l’âge de quatorze ans. Ce n’est que plus tard qu’il s’est intéressé au cyclisme : il a reçu un vélo de course et a rapidement remporté quelques petites courses locales. C’est ainsi que sa carrière de coureur cycliste a commencé.
Après sa carrière, il est devenu vendeur. Il a exercé ce métier jusqu’à sa retraite à 65 ans.
Herman Vanspringel avait trois filles, ainsi qu’un fils décédé à l’âge de 18 ans.
Il faisait encore du vélo trois fois par semaine sur la digue de la Nèthe, entre Bouwel et Duffel. Il roulait aussi régulièrement avec Eddy Merckx.
Il est décédé à son domicile à l’âge de 79 ans, des suites d’une longue maladie,.

## Carrière professionnelle
Professionnel de 1965 à 1981, Herman Vanspringel a remporté Bordeaux-Paris sept fois, ce qui lui a valu le surnom de « Monsieur Bordeaux-Paris ». 
Il est surtout devenu populaire grâce à des courses qu’il a presque gagnées. Lors du Tour de France 1968, ce spécialiste du contre-la-montre semblait presque assuré de la victoire finale, avec seize secondes d’avance sur Jan Janssen avant la dernière étape, qui était un contre-la-montre de 55 km entre Melun et Paris. Herman Vanspringel a flanché lors de la phase finale de la course, tandis que Janssen, au contraire, atteignait alors son plein régime, ce qui a coûté la victoire à Vanspringel : il lui a manqué 38 secondes pour remporter le Tour.  C'était alors le plus petit écart entre le premier et le deuxième du classement général (jusqu'en 1989). 
Il a également terminé deuxième du Tour d’Italie en 1971 et troisième du Tour d’Espagne en 1970. Il est aussi passé deux fois à côté de la victoire dans Paris-Roubaix, en 1968 et en 1971. Lors du Championnat du monde de 1968, il a été battu par l’Italien Vittorio Adorni et a dû se contenter de la deuxième place.
Herman Vanspringel a reçu le surnom de « Monsieur Bordeaux-Paris » grâce à ses sept victoires — en 1970, 1974, 1975, 1977, 1978, 1980 et 1981.  Il en détient le record de victoires.  Les coureurs partaient vers 2 heures du matin de Bordeaux dans l’obscurité. À partir de Poitiers, ils parcouraient 560 km derrière derny jusqu’à Paris. Vanspringel a remporté toutes ses éditions avec le même entraîneur à moto, Gaston Dewachter. En 1974, il partagea la première place avec le Français Régis Délépine, après avoir été envoyé sur la mauvaise route. Sa dernière victoire, à près de 38 ans, a été remportée en un temps record de 13 heures 35 minutes et 18 secondes, soit une moyenne de 47,2 km/h sur une distance de 584,5 km.  La dernière édition de cette course a eu lieu en 1988.
Par ailleurs, Herman Vanspringel a remporté de nombreuses épreuves au cours de sa longue carrière professionnelle. Il a remporté cinq étapes du Tour de France où il remporte également le maillot vert du classement par points en 1973, alors qu'il n''est pas sprinter. Son  palmarès compte également de nombreuses grandes courses d’un jour. Il a gagné Gand-Wevelgem (1966), le Tour de Lombardie (1968), le Circuit Het Volk (1968), Paris-Tours (1969), le Grand Prix des Nations (1969, 1970), le Trophée Baracchi (1969), la Flèche Brabançonne (1970, 1974), le Championnat de Zurich (1971), le Championnat de Belgique (1971) et le Grand Prix E3 (1974). Dans les grands tours, il a remporté des étapes et obtenu des places d’honneur : il a terminé troisième de la Vuelta en 1970 et deuxième du Giro en 1971. Au cours de ses dix-sept années en tant que coureur professionnel, Herman Vanspringel a remporté au total 136 courses sur route.

## Palmarès et résultats détaillés

### Palmarès par année
- 1962
  - Trophée Het Volk amateurs
- 1963

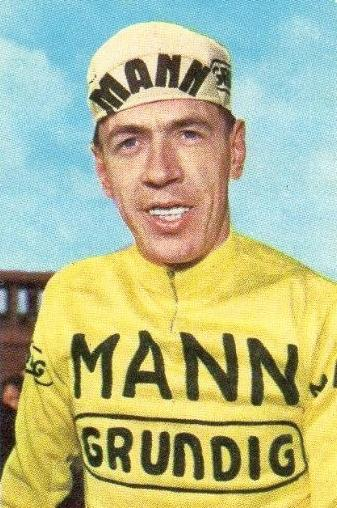
Herman Van Springel en 1970.

  - 3e du Tour de la province de Liège
- 1964
  - Tour de Belgique amateurs :
    - Classement général
    - 4e étape

  - 2e du Tour du Limbourg amateurs
  - 2e de la Coupe Marcel Indekeu
  - 3e de Bruxelles-Opwijk
  - 3e du Tour du Nord
- 1965
  - Grote Lenteprijs-Hannuit indépendants
  - 2e du Tour du Limbourg indépendants
  - 2e du championnat de Flandre-Orientale indépendants
  - 2e du Grand Prix de l'Escaut indépendants
  - 8e du Tour de Suisse
- 1966
  - Hoeilaart-Diest-Hoeilaart
  - Gand-Wevelgem
  - Flèche hesbignonne
  - 2ea étape du Critérium du Dauphiné libéré
  - Bruxelles-Ingooigem
  - Grand Prix Jef Scherens
  - 3e de Milan-San Remo
  - 3e du Circuit des frontières
  - 3e du Grote Prijs Dr. Eugeen Roggeman
  - 6e du Tour de France
- 1967
  - Flèche hesbignonne
  - 6e étape du Tour de France
  - 2e du Tour de Belgique
  - 2e de Bordeaux-Paris
  - 2e du Grand Prix Jef Scherens
  - 3e de la Flèche anversoise
  - 7e des Quatre Jours de Dunkerque
  - 8e du Tour des Flandres
  - 8e de Liège-Bastogne-Liège
  - 9e de Paris-Luxembourg
- 1968
  - Super Prestige Pernod
  - Circuit Het Volk
  - Trèfle à Quatre Feuilles
  - 1re étape du Tour de Belgique
  - Circuit de Belgique centrale
  - 1re étape du Tour de Suisse
  - 13e étape du Tour de France
  - Tour de Lombardie
  - 2e de Paris-Roubaix
  - 2e de Bruxelles-Meulebeke
  - 2e du Tour de France
  -  2e du championnat du monde sur route
  - 2e du Grand Prix des Nations
  - 2e du Trophée Baracchi (avec Ole Ritter)
  - 3e du Grand Prix E3
  - 3e du Tour de Belgique
  - 3e du Rund um den Henninger Turm
  - 3e du Tour de Suisse
  - 4e des Quatre Jours de Dunkerque
  - 5e de Liège-Bastogne-Liège
  - 8e de la Flèche wallonne
- 1969
  - 1rea étape des Quatre Jours de Dunkerque (contre-la-montre)
  - Circuit de Belgique centrale
  - 3eb (contre-la-montre), 6e et 9ea étapes du Tour de Suisse
  - 10e et 21e étapes du Tour de France
  - Grand Prix de Baden-Baden (avec Roger De Vlaeminck)
  - Paris-Tours
  - À travers Lausanne :
    - Classement général
    - 1re et 2e (contre-la-montre) étapes

  - Grand Prix des Nations
  - Trophée Baracchi (avec Joaquim Agostinho)
  - 2e du Grand Prix Pino Cerami
  - 2e de Bruxelles-Meulebeke
  - 2e du Tour de Lombardie
  - 3e du Tour de Belgique
  - 3e du Rund um den Henninger Turm
  - 3e du Grand Prix de Lugano
  - 3e du Super Prestige Pernod
  - 4e de Paris-Nice
  - 4e des Quatre Jours de Dunkerque
  - 7e du Critérium du Dauphiné Libéré-6 Provinces
  - 8e de la Flèche wallonne
  - 8e du Tour de Suisse
  - 9e de Liège-Bastogne-Liège
- 1970
  - Circuit du Sud-Ouest
  - Flèche brabançonne
  - 2e étape du Tour de Belgique
  - Circuit Escaut-Durme
  - Bordeaux-Paris
  - Coupe Sels
  - Grand Prix des Nations
  - 2e de Hoeilaart-Diest-Hoeilaart
  - 2e du championnat de Belgique sur route
  - 2e du Critérium des As
  - 2e du Super Prestige Pernod
  - 3e du Tour d'Espagne
  - 3e du Critérium du Dauphiné libéré
  - 3e du Trophée Baracchi (avec Willy In 't Ven)
  - 5e du Tour de Lombardie
  - 6e de Liège-Bastogne-Liège
  - 8e de la Flèche wallonne
- 1971
  -  Champion de Belgique sur route
  - 3e étape du Tour de Belgique
  - Nokere Koerse
  - Championnat de Zurich
  - Maaslandse Pijl
  - Bruxelles-Meulebeke
  - 16eb étape du Tour de France
  - GP Union Dortmund
  - Grand Prix de Baden-Baden (avec Eddy Merckx)
  - 2e du Tour de Belgique
  - 2e de Paris-Roubaix
  - 2e du Tour d'Italie
  - 3e du Tour de Sardaigne
  - 3e du Grand Prix de Lugano
  - 5e de l'Amstel Gold Race
  - 6e de la Flèche wallonne
  - 7e du Super Prestige Pernod

- 1972
  - Champion de Belgique de contre-la-montre interclub
  - Bruxelles-Biévène
  - Kessel-Lier
  - Grand Prix de la ville de Zottegem
  - 2e du Trèfle à Quatre Feuilles
  - 2e de la Flèche brabançonne
  - 2e du Grand Prix de l'Escaut
  - 2e de la Flèche de Leeuw
  - 2e du Grand Prix de Mendrisio
  - 2e du Tour de la Nouvelle-France
  - 3e de la Subida a Arrate
  - 3e de Liège-Bastogne-Liège
  - 3e du Tour du Condroz
  - 3e du Circuit de la région frontalière
  - 9e du Tour des Flandres
  - 9e du Rund um den Henninger Turm
- 1973
  - 3e étape du Tour de Suisse
  -  Classement par points du Tour de France
  - 7e étape du Tour de Catalogne
  - 2e du Tour de Sardaigne
  - 2e du Tour de Belgique
  - 2e du Grand Prix du canton d'Argovie
  - 3e de la Semaine catalane
  - 3e de la Flèche brabançonne
  - 3e de l'Amstel Gold Race
  - 3e du Tour de Lombardie
  - 6e du Tour de France
  - 8e de Paris-Nice
  - 8e du Tour des Flandres
  - 8e de Paris-Roubaix
  - 8e du championnat du monde sur route
  - 8e de Paris-Tours
  - 10e de la Flèche wallonne
- 1974
  - Grand Prix E3
  - Flèche brabançonne
  - Grand Prix Betekom
  - Bordeaux-Paris
  - Circuit de l'Aulne
  - 3e du Tour de Luxembourg
  - 3e du Circuit du Brabant central
  - 6e du championnat du monde sur route
  - 7e de la Flèche wallonne
  - 8e de Paris-Roubaix
  - 9e du Rund um den Henninger Turm
  - 10e du Tour de France
- 1975
  - Circuit de Flandre orientale
  - Bordeaux-Paris
  - 2e du Critérium des As
  - 3e du Tour de Luxembourg
  - 3e du Circuit de Neeroeteren
  - 7e du Championnat de Zurich
- 1976
  - Grand Prix de Wallonie
  - Prix national de clôture
  - 2e du Circuit de la vallée de la Lys
  - 2e de Bordeaux-Paris
  - 2e de la Flèche rebecquoise
  - 6e de la Flèche wallonne
  - 9e de Liège-Bastogne-Liège
- 1977
  - 5eb étape de Paris-Nice
  - 2e étape des Trois Jours de La Panne
  - Bordeaux-Paris
  - 2e du Critérium des As
  - 2e de la Flèche hesbignonne
  - 4e de la Flèche wallonne
  - 9e de Paris-Roubaix
  - 9e de Quatre Jours de Dunkerque
  - 9e du Grand Prix du Midi Libre
- 1978
  - Le Samyn
  - Bordeaux-Paris
  - Circuit du Houtland
  - 2e de la Flèche brabançonne
  - 2e de la Gullegem Koerse
  - 3e du Critérium des As
  - 5e de Liège-Bastogne-Liège
  - 5e de Paris-Bruxelles
  - 6e du Tour des Flandres
  - 8e de Paris-Roubaix
  - 8e du championnat du monde sur route
  - 10e du Rund um den Henninger Turm
- 1979
  - 4ea étape du Tour de Belgique
  - Grand Prix Betekom
  - 2e du Circuit de la région frontalière
  - 2e du Tour de Belgique
  - 2e du Critérium des As
  - 3e de Bordeaux-Paris
  - 3e du Grand Prix de la ville de Zottegem
  - 3e de la Gullegem Koerse
  - 9e de Liège-Bastogne-Liège
- 1980
  - Bordeaux-Paris
  - 2e du Critérium des As
  - 3e du Circuit du Brabant central
  - 7e de Liège-Bastogne-Liège
- 1981
  - Bordeaux-Paris
  - 2e de la Nokere Koerse
  - 2e du Critérium des As
  - 2e du Grand Prix Beeckman-De Caluwé

### Résultats sur les grands tours

#### Tour de France
10 participations :
- 1966 : 6e
- 1967 : 24e, vainqueur de la 6e étape
- 1968 : 2e, vainqueur de la 13e étape,  maillot jaune pendant 5 jours (dont 3 demi-étapes)
- 1969 : 18e, vainqueur des 10e et 21e étapes
- 1970 : abandon (14e étape)
- 1971 : 14e, vainqueur de la 16eb étape
- 1973 : 6e,  vainqueur du classement par points,  maillot jaune pendant 2 jours (3 demi-étapes)
- 1974 : 10e
- 1975 : 31e
- 1976 : hors course (15e étape)

#### Tour d'Italie
1 participation :
- 1971 : 2e

#### Tour d'Espagne
3 participations :
- 1970 : 3e
- 1973 : 11e
- 1976 : 29e